# Шандор, Карой
Карой Шандор (венг. Károly Sándor; 26 ноября 1928, Бухарест, Королевство Венгрия — 10 сентября 2014, Будапешт, Венгрия) — венгерский футболист, полузащитник. Выступал на чемпионатах мира 1958 и 1962.

## Карьера
С 1947 по 1964 года играл за футбольный клуб «МТК». В его составе провел 379 матчей, в которых забил 182 мяча. 3 раза выиграл Чемпионат Венгрии, 1 раз Кубок Венгрии, и 2 раза Кубок Митропы.

С 1949 по 1964 года играл за национальную сборную. В её составе провел 75 матчей, в которых забил 27 мячей. Выступал на чемпионатах мира 1958 и 1962.

## Награды
МТК
- Чемпион Венгрии (3): 1951, 1953, 1957/58
- Обладатель Кубка Венгрии: 1951/52
- Обладатель Кубка Митропы (2): 1955, 1963